# 香港廣場
香港廣場是位於中華人民共和國上海市黃浦區淮海中路與黃陂南路交叉口的一個商場，分為南北兩幢，每幢樓樓高38層。

## 历史
香港廣場於1997年正式開業。由香港謝宏畢建築師事務所設計。

## 外部連結
- 官方网站